# Capeludos
Capeludos es una freguesia portuguesa situada en el municipio de Vila Pouca de Aguiar. Según el censo de 2021, tiene una población de 363 habitantes.